# Татібана Мія
Татібана Мія (12 грудня 1974) — японська синхронна плавчиня.
Бронзова медалістка Олімпійських Ігор 1996, срібна медалістка 2000, 2004 років.
Чемпіонка світу з водних видів спорту 2001, 2003 років, призерка 1994, 1998 років.
Переможниця Азійських ігор 2002 року.